# Бомбардировки Праги
Бомбардировки Праги — бомбардировки столицы оккупированной Германией Чехословакии, проведённые Военно-воздушными силами армии США. 
Как утверждало впоследствии американское командование, две из трёх разрушительных бомбардировок Праги были проведены по ошибке.

## 15 ноября 1944 года
В полдень 15 ноября 1944 года примерно 12 бомб были сброшены с двух самолётов неизвестного происхождения (вероятно, американских) на муниципальную электростанцию (300 метров к западу от станции метро Холешовице (Holešovice). Станция не пострадала, однако были ранены 15 рабочих. В соседних домах людей, которые находились вблизи окон, убило осколками. Три бомбы упали на кучи угля на площадке станции и впоследствии были обезврежены.
Бомбардировка была, возможно, незапланированной. Атаки на фабрики ČKD в Высочанах и Либене планировались на 30 октября, но не были произведены.

## 14 февраля 1945 года
14 февраля 1945 года 62 бомбардировщика B-17 Flying Fortress сбросили 52 тонны бомб на густонаселённые районы Праги. В результате погиб 701 человек и было ранено 1184 человека, все они являлись гражданскими лицами. Было разрушено всего 93 здания и около 200 повреждены, некоторые из которых представляли культурно-историческую ценность (напр., Эммаусский монастырь, дом Фауста, здание синагоги на Виноградах, статуи на Карловом мосту). Бомбежкой был уничтожен монастырь Эмаузы, который в 1947 году должен был праздновать 600-летие со времени основания Карлом IV. Монастырь затем восстанавливали несколько десятков лет. Милена Шотолова, которой во время налёта было 10 лет, рассказывала: «Что было самое страшное после бомбежки, так это пожары — над Ботаническим садом горели помещения Национального театра, над нами горела больница, уничтожен был Эмаусский монастырь, мост Палацкого… Это зарево было видно из наших окон. Мне этого никогда не забыть».
11 000 жителей Праги остались без крова. Ни один из военных заводов в Праге не получил никаких повреждений.
«Вчера мы в полной мере поняли значение слова „террор“», — сообщило после бомбардировки чешское радио. Во время похорон жертв руководитель последнего правительства Протектората Чехии и Моравии Р. Бинерт отметил, что противник безжалостно уничтожил памятники культуры, больницы и жилые кварталы: «Бомбежка стоила жизни большому количеству наших граждан, многие были ранены, потеряли крышу над головой. Все они жертвы того безжалостного способа, каким враг ведет эту войну, не жалея ни женщин, ни детей, ни больных».
Как позднее утверждали представители американских ВВС, бомбардировка произошла по ошибке вследствие того, что самолёты, летевшие бомбить Дрезден, сбились с курса. Историк Ян Борис Углирж утверждает, что Прага у американцев была запасной целью в ходе налётов на Дрезден, а поскольку идти на посадку с бомбами на борту бомбардировщики не могли, то они отработали по Праге, при этом мимо намеченных целей — Главного и Смиховского вокзалов. Из-за плохой видимости бомбы упали на жилые кварталы между вокзалами. Примечательно, что пражане были уверены, что их город никто бомбить не будет, поэтому при сигнале воздушной тревоги не спрятались в бомбоубежищах. Поэтому «во время бомбежки, которая продолжалась всего лишь 5 минут, погибло больше людей, чем во время знаменитого немецкого налета на Ковентри», свидетельствует Ян Борис Углирж.
Согласно документам Национального Архива США в Мэриленде, Прага фигурирует как вторичная цель операции «830» в статистическом анализе бомбардировочных операций 8-й воздушной армии, а для полёта до Дрездена у отбомбившейся по Праге группы просто не хватило бы горючего. Старший сержант Джон Винсхотен записал в дневнике, что бомбардировку Праги провели, «чтобы поддержать российское наступление. Цель была видна». То, что Прага значилась в полётных заданиях группы бомбардировщиков, подтвердил и лейтенант Роберт Ди.
Что же было подлинной причиной бомбардировок? Наверняка целый ряд факторов. Среди них и желание западных политиков уничтожить промышленность, которая должна была попасть в советскую зону оккупации. Не стоит забывать, что весной 1945 года британские военные по указанию Уинстона Черчилля прорабатывали план войны с СССР, которая должна была начаться 1 июля 1945 года, поэтому желание уничтожить военное производство и транспортные узлы противника могло быть одной из причин бомбардировок.
Эту версию подтверждает чешский публицист Ондржей Хёппнер: бомбардировки были продиктованы намерением американцев нанести как можно больший ущерб столице страны, которая, согласно договорённостям Ялтинской конференции, входила в советскую «сферу влияния». Конференция проходила с 4 по 11 февраля 1945 года. Поскольку воздушное пространство над Прагой вошло в зону ответственности СССР, союзники должны были согласовать проведение акции с командованием Красной Армии, которое всегда вычёркивало Прагу из списков. Бомбардировки были проведены в нарушение договорённостей с СССР.

## 25 марта 1945 года
Единственная запланированная бомбардировка Праги произошла в Вербное воскресенье 25 марта 1945 года и была произведена с 650 бомбардировщиков, вылетевших из Италии в сопровождении истребителей. Атаке подверглись фабрики ČKD в восточной Праге и военные аэродромы Кбелы (Kbely), Летняны (Letňany) и Чаковице (Čakovice).
Воскресенье было выбрано, чтобы уменьшить число человеческих жертв. Атака проводилась волнами из 50 самолётов в каждой в промежутке времени между 11:48 утра и 01:02 пополуночи. Истребители сопровождения Lockheed P-38 сбили немецкий Me 262, который упал возле Пражского зоопарка. В результате налёта 235 человек погибли и 417 получили ранения, 90 зданий были уничтожены и 1 360 сильно повреждены.

## Другие бомбардировки чешских городов
Бомбардировки Плзня союзники начали с 25 апреля 1942 года, но самые мощные авиаудары состоялись в феврале и апреле 1945-го. Целью бомбардировок в этом городе были прежде всего заводы «Шкода», входившие в промышленную группу «Герман Геринг Верке» и были модернизированы для выпуска военной продукции. После февральских налётов производственная база была уничтожена на 70 %. Однако массированные бомбардировки Пльзени продолжились и после этого.
В сентябре 1944 года союзные ВВС подвергли бомбардировке Карлсбад (Карловы Вары), сбросив на город около 25 тонн бомб. Следующий налёт на Карлсбад был проведён 17 апреля 1945 года, когда 500 бомб поразили не только военные цели, но и жилые дома. 19 апреля состоялась третья бомбардировка, в которой было использовано 55 тонн зажигательных и 170 тонн фугасных бомб.
С марта 1945 года проводились авианалёты на Хеб, 8 апреля на этот город было сброшено 328 тонн бомб.
17 и 19 апреля 1945 года союзники провели бомбардировки Усти-над-Лабем.

## Память
К 65-летней годовщине бомбардировке в 2010 году была подготовлена выставка фотографий, на которых запечатлена Прага после нападения американских военно-воздушных сил.